# Tetracis cachexiata
Tetracis cachexiata är en fjärilsart som beskrevs av Achille Guenée 1857. Tetracis cachexiata ingår i släktet Tetracis och familjen mätare. Inga underarter finns listade i Catalogue of Life.

## Bildgalleri

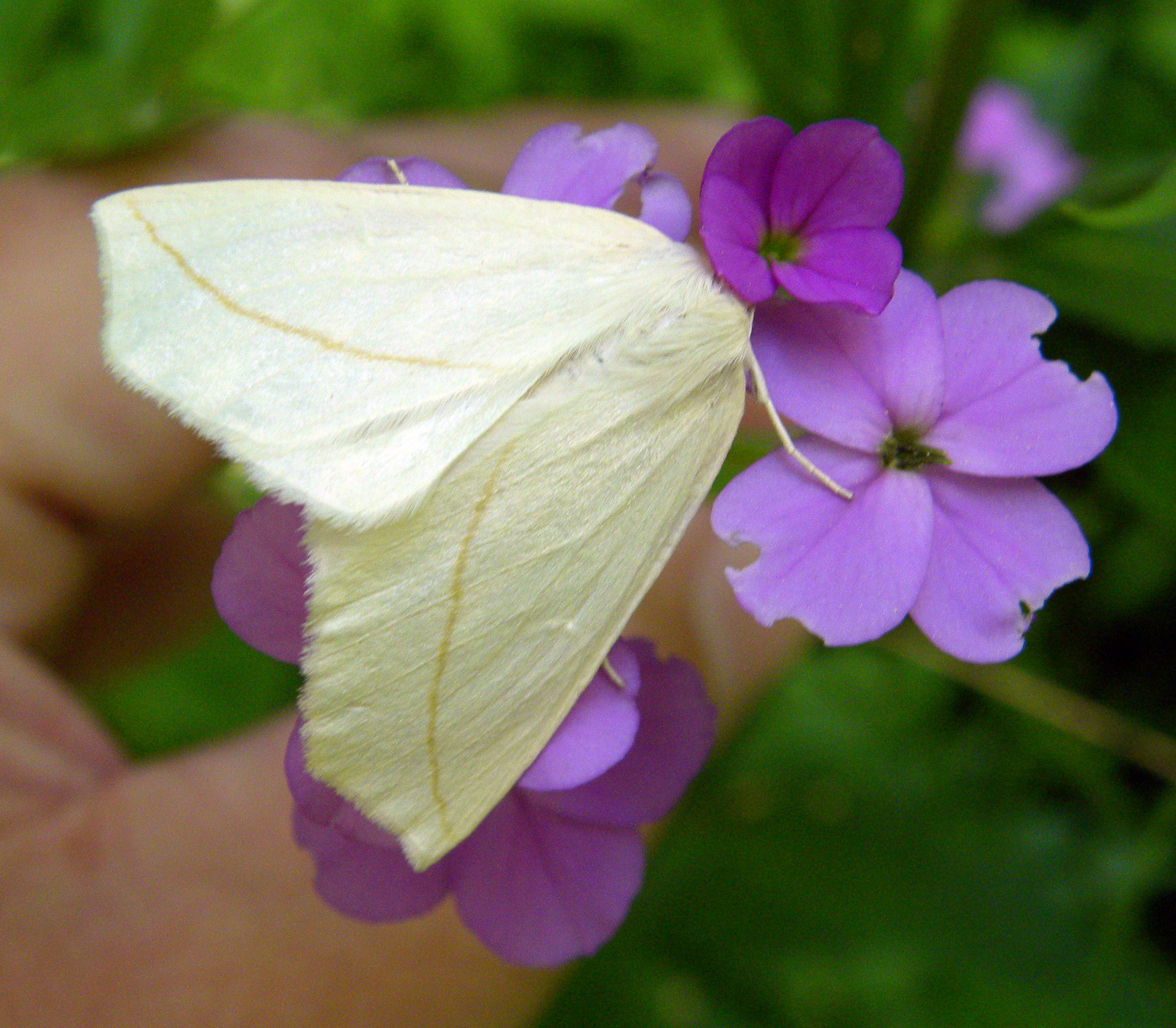